# Mortal Kombat Annihilation (Original Motion Picture Soundtrack)
Mortal Kombat Annihilation (Original Motion Picture Soundtrack) – album muzyczny zawierający ścieżką dźwiękową do filmu Mortal Kombat 2: Unicestwienie.

## Lista utworów
| Nr  | Tytuł utworu                                        | Wykonawca                  | Długość |
| --- | --------------------------------------------------- | -------------------------- | ------- |
| 1.  | „Theme From Mortal Kombat” (Encounter The Ultimate) | The Immortals              | 3:20    |
| 2.  | „Fire”                                              | Scooter                    | 3:14    |
| 3.  | „Megalomaniac”                                      | KMFDM                      | 4:19    |
| 4.  | „Almost Honest” (Danny Saber Mix)                   | Megadeth                   | 4:01    |
| 5.  | „Genius”                                            | Pitchshifter               | 4:07    |
| 6.  | „Engel”                                             | Rammstein                  | 4:24    |
| 7.  | „Panik Kontrol”                                     | Psykosonik                 | 3:22    |
| 8.  | „Conga Fury”                                        | Juno Reactor               | 5:40    |
| 9.  | „Anomaly (Calling Your Name)” (Granny's 7" Edit)    | Libra Presents Taylor      | 4:02    |
| 10. | „Ready Or Not” (Ben Grosse Kombat Mix)              | Manbreak                   | 3:43    |
| 11. | „Back On A Mission”                                 | Cirrus                     | 3:37    |
| 12. | „I Won't Lie Down” (Kombat Mix)                     | Face To Face               | 3:22    |
| 13. | „Brutality”                                         | Urban Voodoo               | 4:28    |
| 14. | „Leave U Far Behind” (V.2. Instrumental Mix)        | Lunatic Calm               | 3:09    |
| 15. | „We Have Explosive” (Radio Edit)                    | The Future Sound of London | 3:26    |
| 16. | „Two Telephone Calls And An Air Raid”               | Shaun Imrei                | 4:43    |
| 17. | „Death Is The Only Way Out”                         | Joseph Bishara             | 3:04    |
| 18. | „X-Squad”                                           | George S. Clinton          | 2:34    |
| 19. | „Theme From Mortal Kombat” (Chicken Dust Mix)       | Kasz & Beal                | 3:34    |
|     |                                                     |                            | 1:12:09 |

## Listy sprzedaży
| Lista         | Kraj              | Pozycja |
| ------------- | ----------------- | ------- |
| Billboard 200 | Stany Zjednoczone | 69      |